# Orme (Tennessee)
Pour les articles homonymes, voir Orme (homonymie).
Orme est une municipalité américaine située dans le comté de Marion au Tennessee.
Selon le recensement de 2010, Orme compte 123 habitants. La municipalité s'étend sur 4,14 milles carrés (10,72 km2).

## Histoire

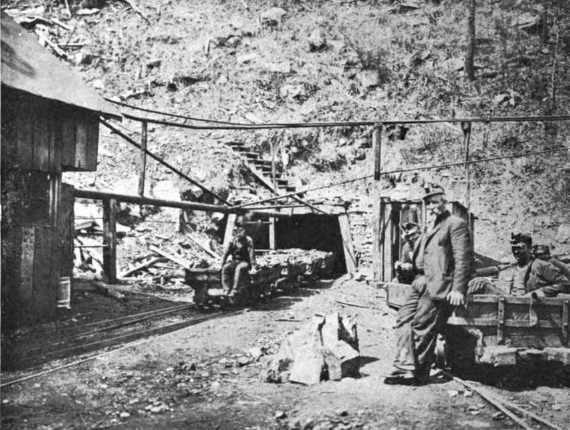
La mine de Battle Creek, à Orme, dans les années 1910.

La localité est fondée dans les années 1890 sous le nom de Needmore. Renommée par le propriétaire d'une mine en l'honneur de son fils, Orme Campbell, ou du nom de jeune fille de sa femme, Orme est une ville minière qui voit l'arrivée du chemin de fer en 1902. La ville connaît son apogée au début du siècle, comptant jusqu'à 3 000 habitants. Après une importante grève, la mine ferme dans les années 1940. Vite, le chemin de fer ne dessert plus Orme, la poste ferme en 1964.